# Estaing (Aveyron)
Estaing – miejscowość i gmina we Francji, w regionie Oksytania, w departamencie Aveyron. W 2013 roku jej populacja wynosiła 590 mieszkańców. Przez teren gminy przepływa rzeka Lot. 

## Zabytki
Zabytki w miejscowości posiadające status monument historique:
- kaplica L'Ouradou (fr. Chapelle de l'Ouradou)
- zamek (fr. Château d'Estaing)
- kościół św. Błażeja (fr. Église Saint-Blaise)
- kościół Saint-Fleuret (fr. Église Saint-Fleuret)
- ratusz (fr. Hôtel de ville)
- most (fr. Pont d'Estaing)